# Zagramer
Zagramer - agramerski rječnik je rječnik njemačkih posuđenica u zagrebačkom govoru. Autor rječnika novinar je i marketinški stručnjak Tibor Otto Benković. Objavljen 2017. godine u Zagrebu u nakladničkoj kući Jesenski i Turk.

## Sadržaj
Zagramer je koncipiran i metodološki razrađen prema suvremenim filološkim standardima i pravilima. Rječnik sadrži oko 6000 germanizama koji su se u prošlosti koristili u zagrebačkom govoru, a velik dio njih još uvijek je u jezičnoj uporabi. Sam rječnik popraćen je dvojezičnim predgovorom, popisom kratica, germanskim imenima i objašnjenjima njihovih značenja, popisom korištene literature, bilješkom o autoru, te odabranim izvadcima iz stručnih recenzija.
Zbog mnoštva manje poznatih podataka i pouzdanih informacija na svim razinama Zagramer je značajan referentni rad za buduća istraživanja uloge Austrije i Njemačke u stvaranju identiteta u velikom dijelu Hrvatske, te u njenoj političkoj i kulturnoj povijesti.